# 福猿橋

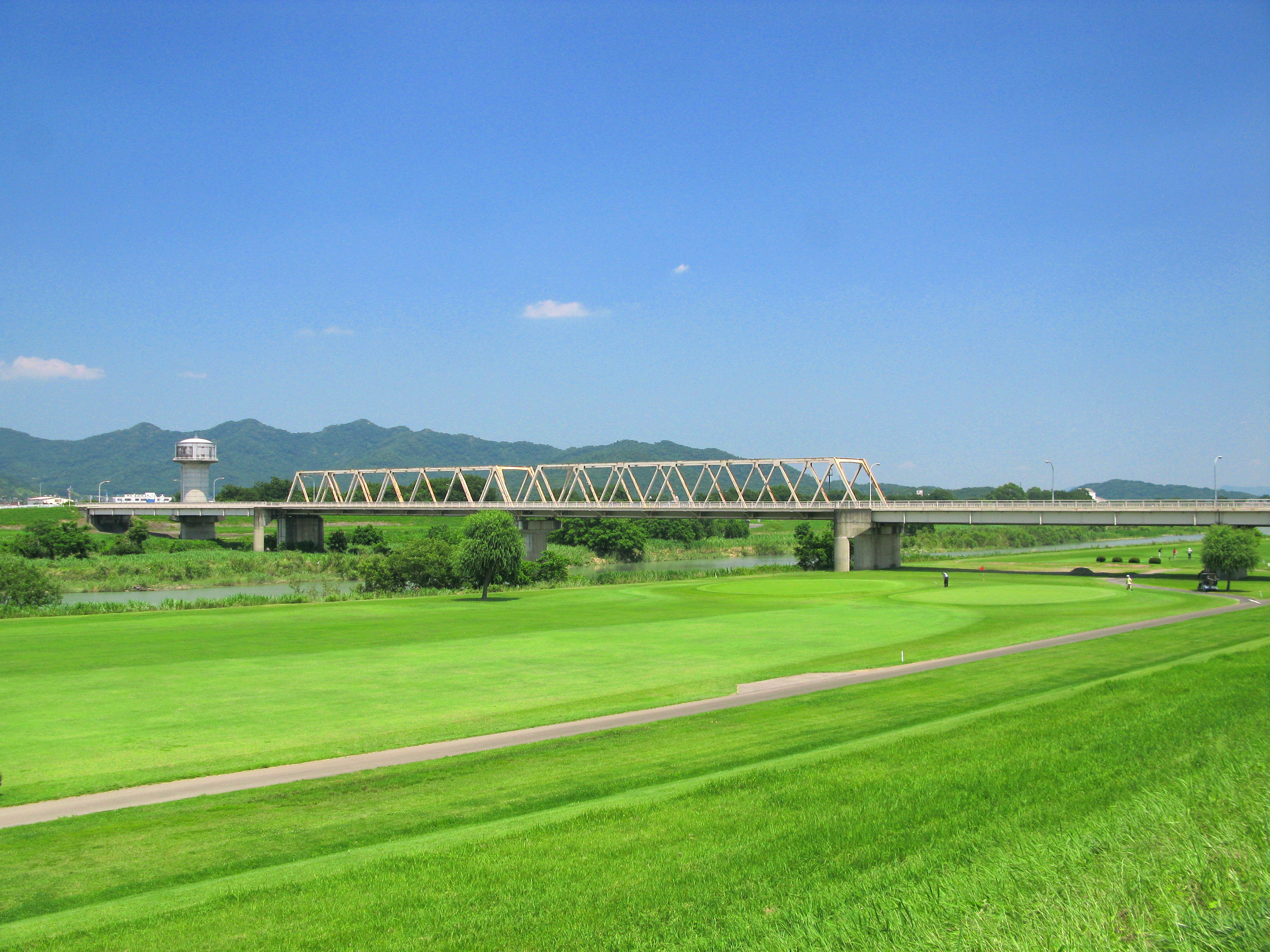
福猿橋（2012年6月）

福猿橋（ふくさるばし）は、栃木県足利市猿田町から同市福富町を結ぶ、渡良瀬川に架かる橋である。橋長291.5m 幅員7.0m。

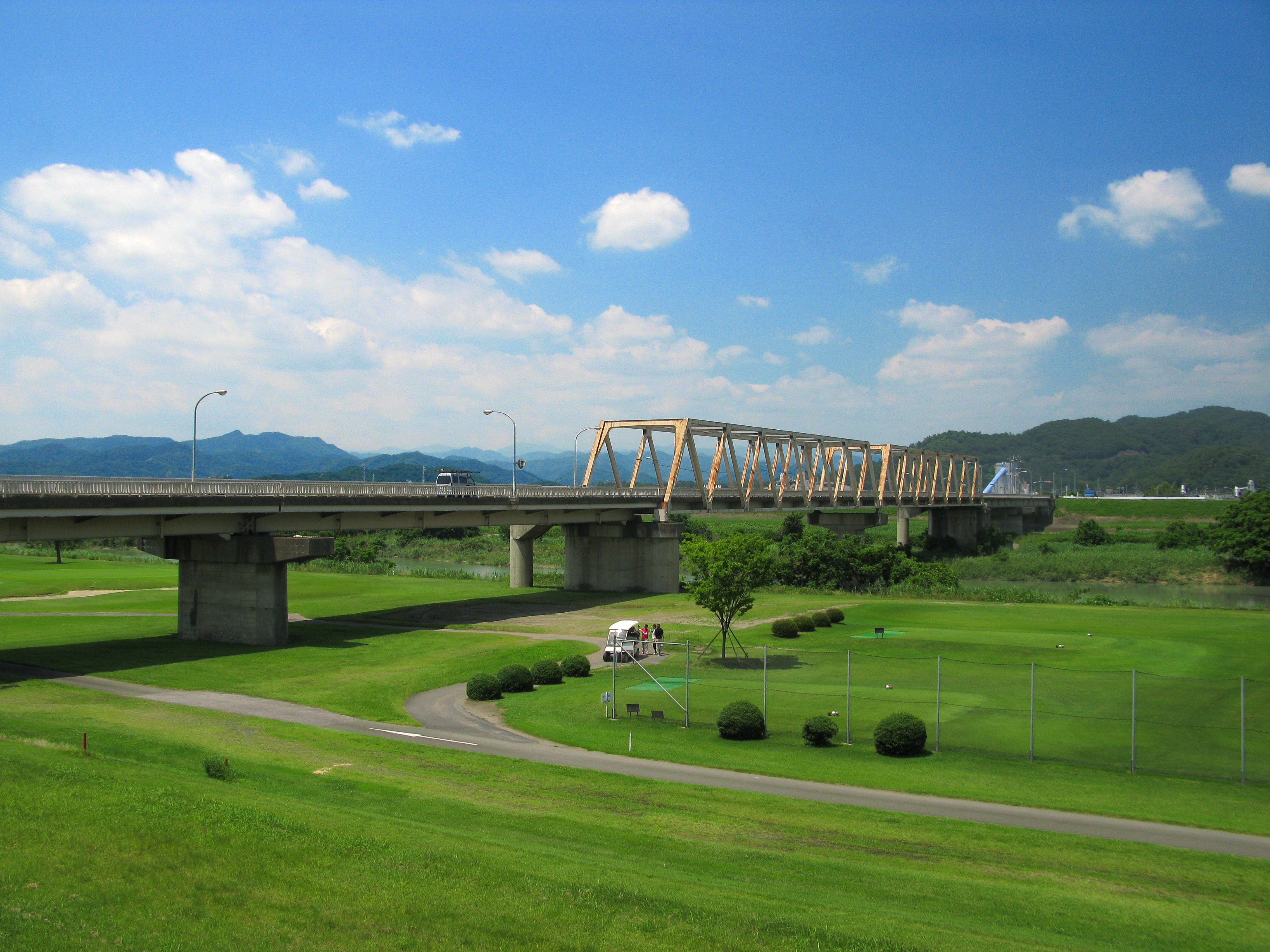
右岸東側より

## 概要
栃木県道8号足利館林線・栃木県道40号足利環状線・栃木県道402号桐生足利藤岡自転車道線の一部となっている。河道に架かる箇所が下路平行弦2連ワーレントラス橋となっている。歩道は上流側のみに設置され、展望デッキが2ヶ所設けられている。橋の取付道路は両岸ともクランク状に急カーブしている。

## 歴史
- 1947年（昭和22年） 木橋として開通した[2]。
- 1949年（昭和24年） 曲弦ワーレントラスと平行弦ポニーワーレントラスを配した橋に架け替え。橋長177.1m 幅員4.5m[1]。
- 1971年（昭和46年） 現在の橋に架け替え。合わせて上流側に幅員2mの歩道橋（福猿橋歩道橋）も整備された。

## 隣の橋
- 渡良瀬川

岩井橋 - 福寿大橋 - 福猿橋 - 川崎橋 - 渡良瀬川大橋